# Dassault MD 453 Mystère III
El Dassault MD 453 Mystère III ("misterio" en francés), también conocido como Mystère IIIN o Mystère de Nuit ("misterio de la noche" en francés) fue un avión de caza nocturno monomotor a reacción fabricado por la compañía francesa Dassault a principios de los años 1950 a partir del Dassault MD 452 Mystère II, y que difería de éste en que el MD 453 contaba con tomas de aire laterales para poder albergar un radomo en la parte frontal en el que se instalaría un radar, y unas alas en flecha con un ángulo más pronunciado.
Fue proyectado después del requerimiento del Ejército del Aire Francés de disponer de un caza para combate nocturno. Inicialmente se realizó un pedido de tres prototipos para poner a prueba las capacidades del modelo, pero al final únicamente se construyó una unidad, que realizó su primer vuelo el 18 de julio de 1952 a los mandos del piloto de pruebas Kostia Rozanoff, y realizó 147 vuelos de prueba hasta diciembre de 1953, cuando el proyecto de caza nocturno finalizó, y el aparato pasó a realizar pruebas de asientos eyectables en tierra para la compañía estatal SNCASO.

## Operadores
Francia
- Ejército del Aire Francés: operó el único prototipo que se fabricó.

## Especificaciones
Referencia datos: Aviastar.org

### Características generales
- Tripulación: 1 piloto
- Longitud: 12,9 m (42,2 ft)
- Envergadura: 11,6 m (38,1 ft)
- Altura: 4,5 m (14,7 ft)
- Superficie alar: 31,9 m² (343,4 ft²)
- Peso vacío: 5915 kg (13 036,7 lb)
- Peso máximo al despegue: 7335 kg (16 166,3 lb)
- Planta motriz: 1× Turborreactor Rolls-Royce Tay.

### Rendimiento
- Velocidad máxima operativa (Vno): 1080 km/h (671 MPH; 583 kt)

### Armamento
- Armas de proyectiles: 1 cañón DEFA de 30 mm

### Desarrollos relacionados
- Dassault MD 450 Ouragan (1952)
- Dassault MD 451 Mystère I (Prototipo)
- Dassault MD 452 Mystère II (1954)
- Dassault MD 453 Mystère III (Prototipo)
- Dassault MD 454 Mystère IV (1955)
- Dassault Super Mystère (1958)